# 赤土山古墳
赤土山古墳（あかつちやまこふん/あかどやまこふん/あかんどやまこふん）は、奈良県天理市櫟本町にある古墳。形状は前方後円墳。東大寺山古墳群を構成する古墳の1つ。国の史跡に指定されている。

## 概要
奈良盆地東縁、東大寺山丘陵の南端に築造された大型前方後円墳である。これまでに地すべりで墳丘南側が崩壊し、また前方部先端部が削平を受けているほか、計9次の発掘調査が実施されている。
墳形は前方後円形で、前方部を西方向に向ける。ただし後円部東方先端部には突出部（造出か）を有し、全体としては双方中円形という特異な墳形を呈する。墳丘は2段築成。墳丘外表では葺石・円筒埴輪列（朝顔形埴輪含む）のほか、形象埴輪（蓋形・短甲形・盾形埴輪など）が検出されている。墳丘周囲に周濠は巡らされないが、前方部先端は掘割で区画される。また後円部突出部の南側では多数の家形埴輪や囲形埴輪による祭祀遺構が認められる。埋葬施設は未調査のため明らかでなく、粘土槨と推定されるが地すべりで破壊されていると見られる。後円部南側堆積土の発掘調査では、粘土槨残片や朱のほか、副葬品として石製腕飾類・石製模造品が検出されている。
この赤土山古墳は、古墳時代前期末-中期初頭の4世紀末葉-5世紀初頭頃の築造と推定される。東大寺山古墳群では他の大型前方後円墳として東大寺山古墳（北高塚古墳、140メートル）・和爾下神社古墳（110メートル）も知られるが、櫟本町・和爾町の一帯は古代豪族の和邇氏の本拠地とされることから、これらの古墳に関しては和邇氏との関連が推測される。
古墳域は1992年（平成4年）に国の史跡に指定された。現在では史跡整備のうえで公園として公開されている。

## 遺跡歴
- 1987年（昭和62年）、宅地造成により赤土山古墳前方部先端・赤土山2号墳の墳丘半分・3号墳の一部が削平[3]。
- 1987-1990年度（昭和62-平成2年度）、範囲確認調査：第1次-3次調査。当初は前方後方墳と認識（天理市教育委員会、1989-1991年に概報刊行）[1]。
- 1992年（平成4年）12月15日、2号墳残存墳丘と合わせて国の史跡に指定[5]。
- 1998-2000年度（平成10-12年度）、範囲確認調査：第4次-8次調査。前方後円墳と判明（天理市教育委員会、2003年に概報刊行）[1]。
- 2006-2009年度（平成18-21年度）、史跡整備事業[6]。
- 2007年度（平成19年度）、史跡整備工事に伴う発掘調査：第9次調査（天理市教育委員会、2009年に概報刊行）。
- 2010年（平成22年）4月14日、史跡赤土山古墳として公開[6]。

## 墳丘

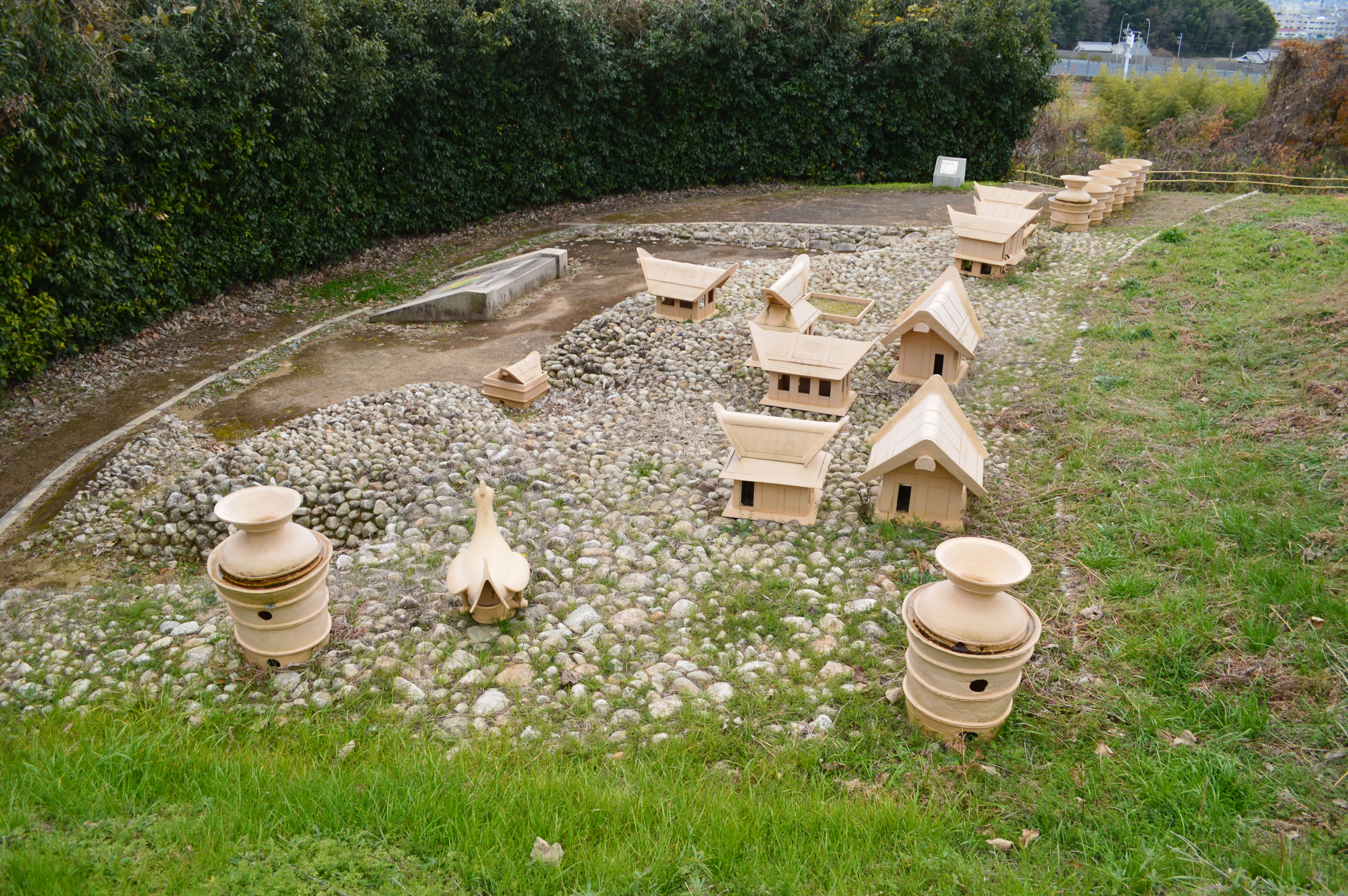
家形埴輪祭祀遺構（復元）

墳丘の規模は次の通り。
- 墳丘長：106.5メートル以上

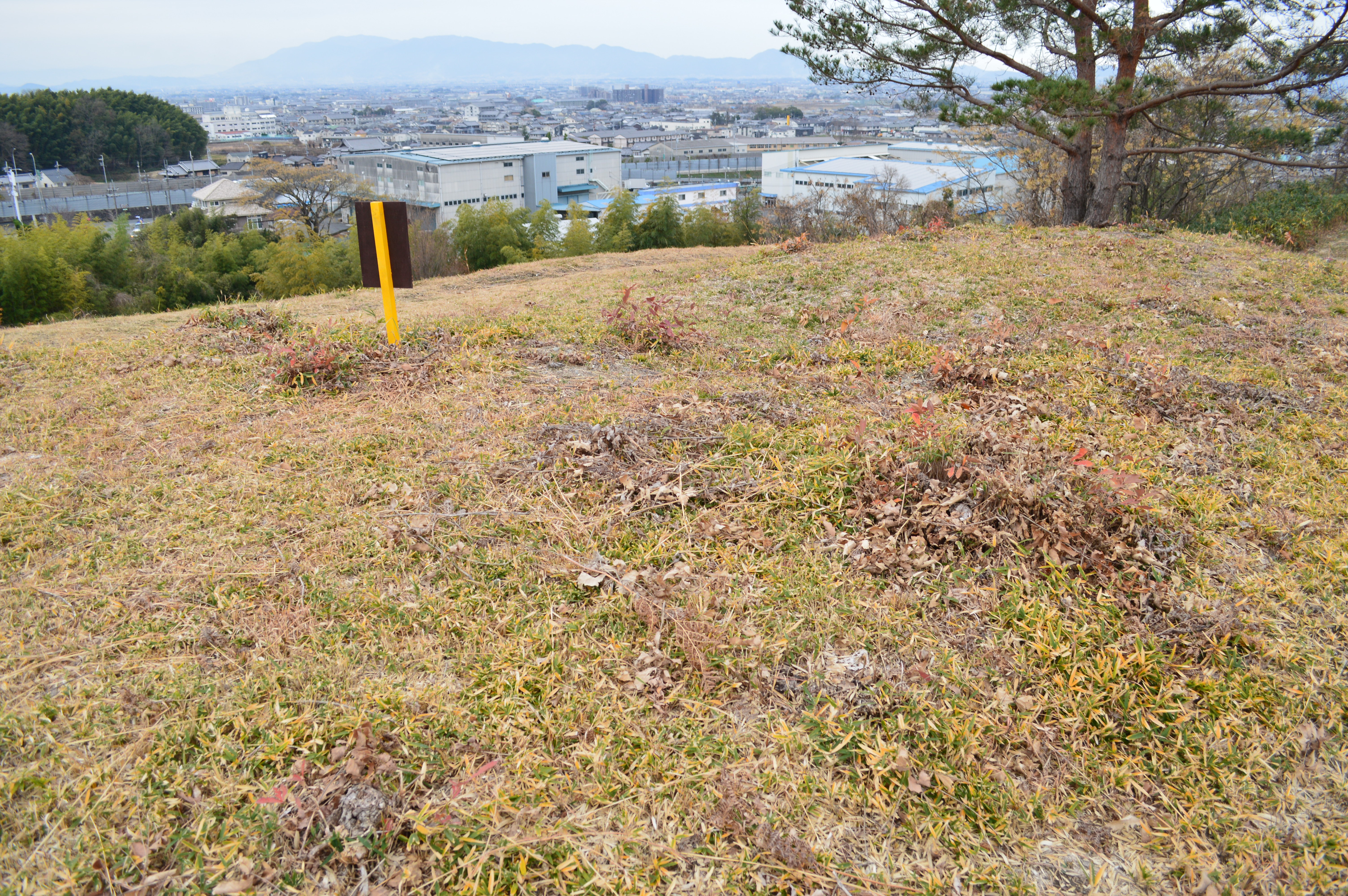
後円部 - 2段築成。
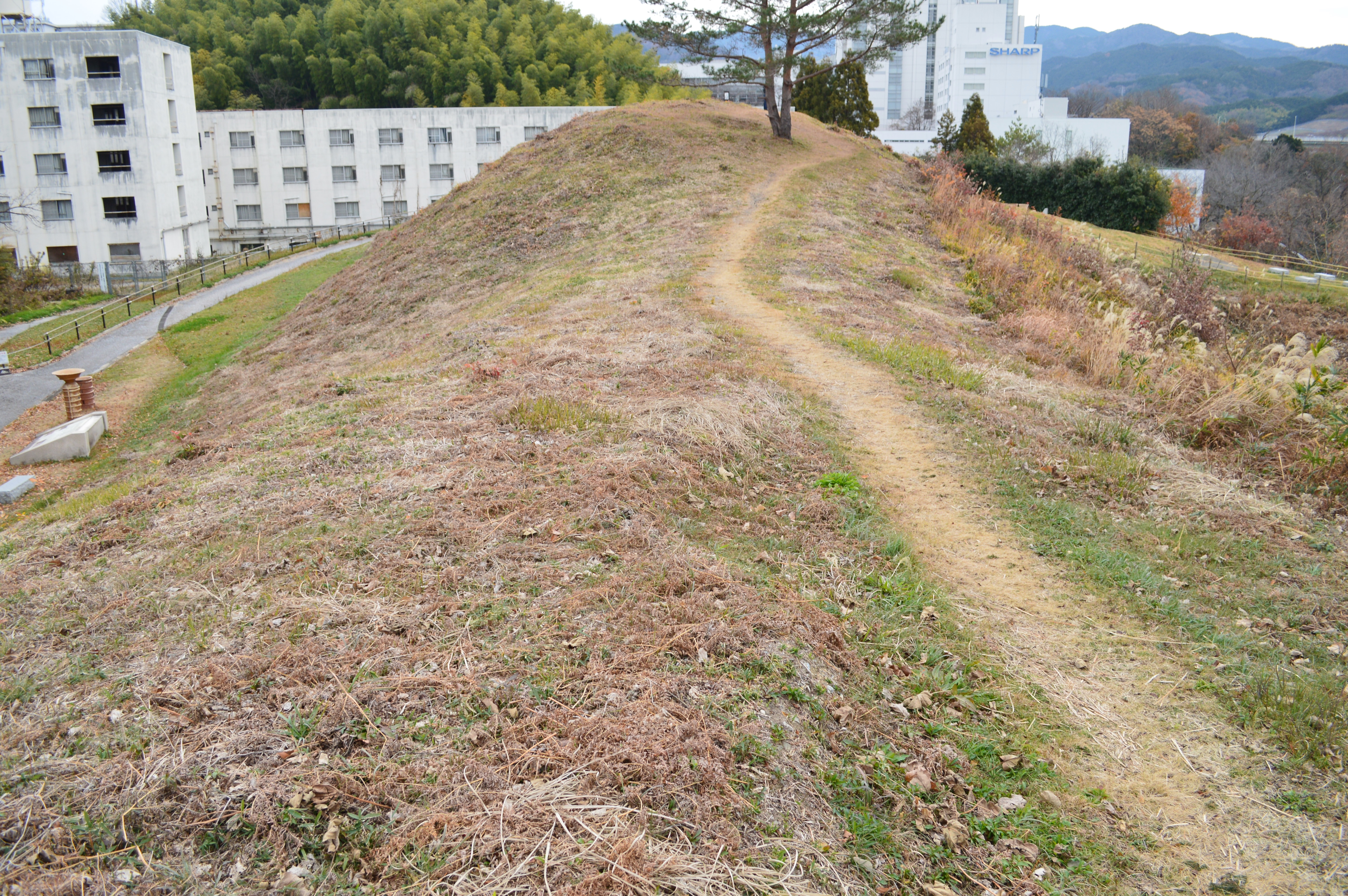
前方部から後円部を望む
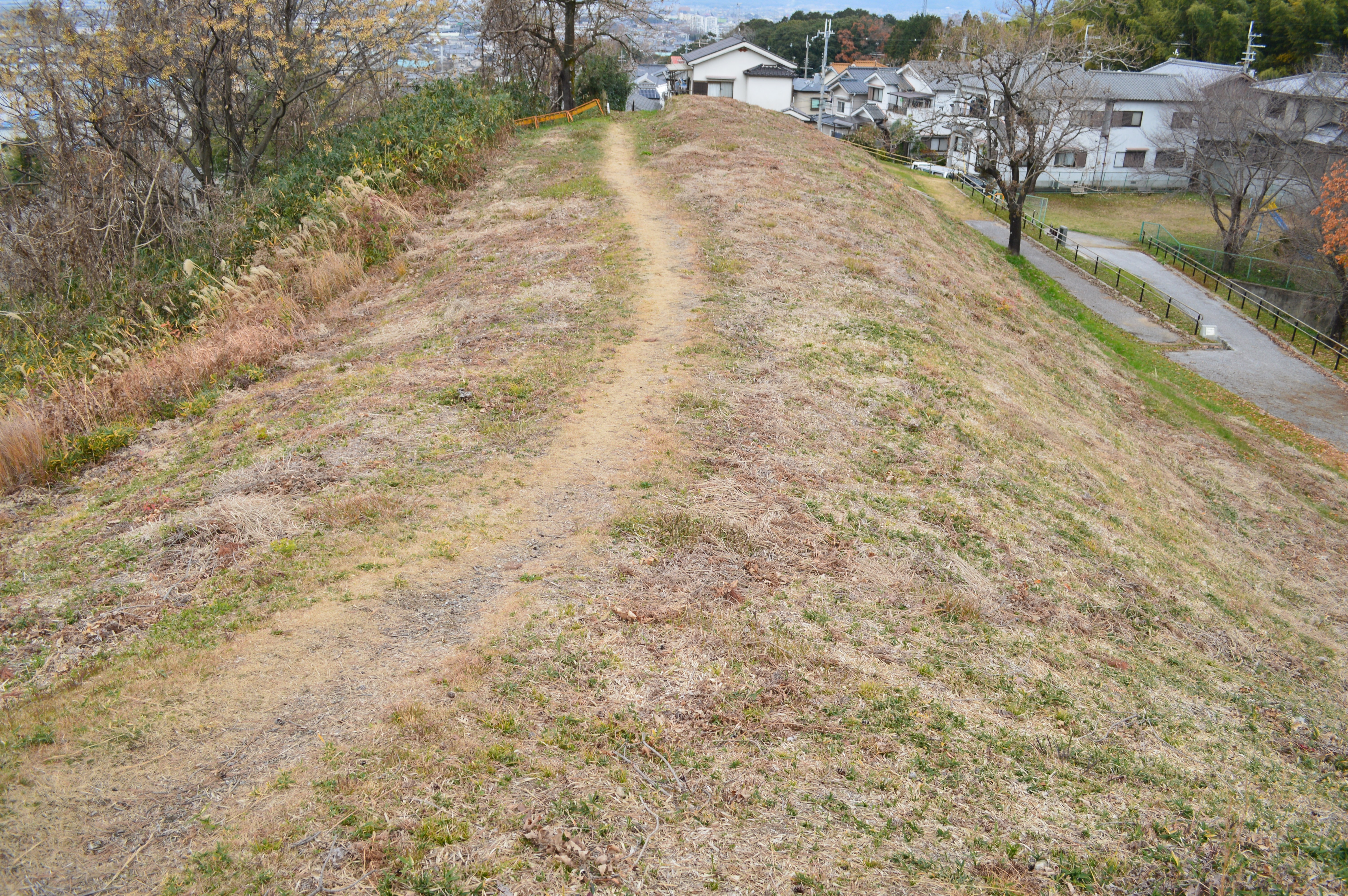
後円部から前方部を望む
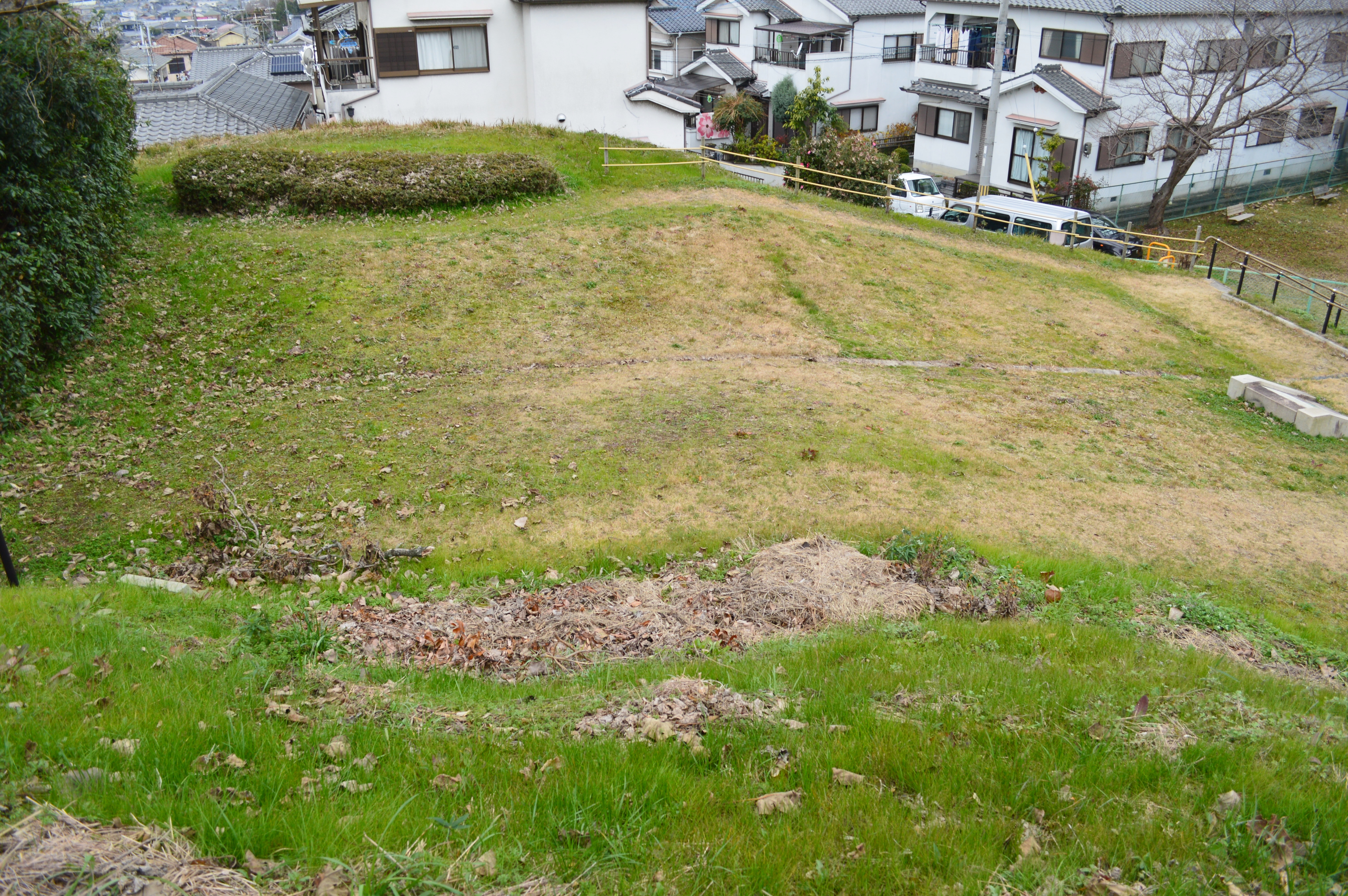
掘割遺構・2号墳（左上）
  - 直径：66メートル（推定復元）
- 前方部 - 2段築成。

発掘調査では、築造後間もない段階から地すべりが繰り返し発生したことが判明しており、発掘調査では樹立したままの円筒埴輪列も検出されている。墳形は当初は前方後方形とされたが、これも地すべりによる滑落崖のため誤認したもので、1999年度（平成11年度）のくびれ部の調査を基に前方後円形と改められている。後円部東方先端部には突出部（造出か）を有し、全体としては特異な双方中円形を呈するが、造出の先端部が破壊されているため元々の墳丘長は明らかでない。
後円部突出部の南側では家形埴輪11基・囲形埴輪1基などからなる埴輪群が検出されており、家形埴輪祭祀遺構として認知される。家形埴輪祭祀遺構における埴輪の内容は次の通り。
| 埴輪番号     | 形態     | 柱間 | 屋根     | 備考             |
| ------------ | -------- | ---- | -------- | ---------------- |
| 1号家形埴輪  | 大型     | 2間  | 切妻造   |                  |
| 2号家形埴輪  | 窓付小型 | 2間  | 切妻造   |                  |
| 3号家形埴輪  | 大型     | 2間  | 切妻造   |                  |
| 4号家形埴輪  | 高床式   | 2間  | 切妻造   |                  |
| 5号家形埴輪  | 大型     |      |          | 底部のみ出土     |
| 6号家形埴輪  | 窓付大型 | 2間  | 切妻造   |                  |
| 7号家形埴輪  | 大型倉庫 | 2間  | 切妻造   |                  |
| 8号家形埴輪  | 窓付大型 | 3間  | 切妻造   |                  |
| 9号家形埴輪  | 大型倉庫 | 2間  | 切妻造   |                  |
| 10号家形埴輪 | 窓付大型 | 3間  | 入母屋造 |                  |
| 11号家形埴輪 | 大型     | 3間  | 入母屋造 |                  |
| 囲形埴輪     | 大型     | 2間  |          | 周壁に入り口あり |

これらの埴輪は、葺石で表現された突出部・入り組んだ谷などの地形上に配置される。特殊な遺構であり、当時の豪族居館の再現とも推測される。
- 後円部墳頂
- 前方部から後円部を望む
- 後円部から前方部を望む
- 掘割遺構・2号墳（左上）

## 出土品
後円部南側の堆積土から検出された副葬品は次の通り。
- 滑石製勾玉（大） 2
- 滑石製勾玉（小） 16
- 滑石製玉杖形石製品 1
- 滑石製刀子 3
- 滑石製剣（身） 1
- 滑石製刀（身） 1
- 緑色凝灰岩製管玉 26
- 緑色凝灰岩製筒形石製品 2
- 緑色凝灰岩製鍬形石 2
- 緑色凝灰岩製突起形石製品 1
- 緑色凝灰岩製合子（蓋） 1
- 緑色凝灰岩製合子（身） 1
- 緑色凝灰岩製石釧 1
- 緑色凝灰岩製石鏃 1

## 文化財

### 国の史跡
- 赤土山古墳 - 1992年（平成4年）12月15日指定[5]。

## 関連文献
（記事執筆に使用していない関連文献）
- 『赤土山古墳 -第1次範囲確認調査概報-』天理市教育委員会、1989年。 - リンクは奈良文化財研究所「全国遺跡報告総覧」。
- 『赤土山古墳 -第2次範囲確認調査概報-』天理市教育委員会、1990年。 - リンクは奈良文化財研究所「全国遺跡報告総覧」。
- 『赤土山古墳 -第3次範囲確認調査概報-』天理市教育委員会、1991年。 - リンクは奈良文化財研究所「全国遺跡報告総覧」。
- 『史跡赤土山古墳 -第4次-第8次発掘調査概要報告書 保存整備事業-』天理市教育委員会、2003年。 - リンクは奈良文化財研究所「全国遺跡報告総覧」。